# Harsh Mankad
Harsh Mankad (Bombay, 10 novembre 1979) è un ex tennista indiano. 
Ha giocato la Coppa Davis per l'India tra il 2001 e il 2010 ed è stato il giocatore singolo numero 1 della squadra per molti di quegli anni.

## Inizio carriera
Mankad è stato il tennista junior numero 1 in India, vincendo titoli nazionali in ogni fascia di età. Mankad ha guadagnato una borsa di studio presso l'Università del Minnesota dove ha giocato al primo posto in singolo e al primo posto in doppio dal 1999 al 2002. Ha giocato a tennis nel campionato dei college presso l'Università del Minnesota. Mankad ha vinto i campionati nazionali di tennis indoor della Intercollegiate Tennis Association a Dallas, in Texas, nel novembre 2001. È stato il primo indiano a vincere questo evento e di conseguenza si è assicurato il numero 1 nella classifica di tennis statunitense della divisione I della NCAA per il 2001-2002.

## Carriera internazionale
Nell'ATP Tennis Tour, Mankad ha giocato contro diversi giocatori numero 1 al mondo, tra cui Andy Roddick, Andy Murray, Lleyton Hewwitt e altri giocatori di alto livello come James Blake, Marcos Baghdatis e Scheng Schalken. Mankad è stato membro della squadra indiana per oltre una dozzina di partite di Coppa Davis tra settembre 2001 e ottobre 2010. È stato il giocatore singolo indiano con il punteggio più alto nell'ATP Tour nel giugno 2005 (n. 220). Ha vinto il titolo Manchester Challenger nel luglio 2006, diventando il primo indiano dopo Leander Paes a vincere un titolo ATP Challenger Series.
Mankad si è qualificato per il tabellone principale di doppio a Wimbledon 2010 in coppia con Ilija Bozoljac.

## Dopo il ritiro
Da quando si è ritirato dall'ATP Tour, Mankad è stato direttore della Tennis Academy al Golden Valley Golf and Country Club di Minneapolis, Minnesota, da febbraio 2012 a ottobre 2013. Mankad ha istituito diverse nuove iniziative di marketing in qualità di direttore e ha fondato una prima accademia di tennis presso il Country Club.

## Vita privata
È il nipote del giocatore di cricket di fama mondiale Vinoo Mankad, e il figlio del giocatore di cricket Indian Test e capitano di Mumbai Ashok Mankad e della tennista pioniera Nirupama Vasant. Harsh risiede a Minneapolis.